# Lomographa ectiptica
Lomographa ectiptica là một loài bướm đêm trong họ Geometridae.